# Список членів парламенту Мальти (2017—2022)
Це список членів мальтійської палати представників, обраних в 13-й законодавчий орган на мальтійських виборах 2017 року. Вони розташовані по районах.
Правляча партія-це Лейбористська партія, в той час як націоналістична партія і 2 незалежних депутата утворюють опозицію.

## Список за посадами
| Посада                 | Посадова особа          | роки           | Політична партія       |
| ---------------------- | ----------------------- | -------------- | ---------------------- |
| Президент Мальти       | Марі-Луїз Колейро Прека | 2014-2019      | Лейбористська партія   |
| Президент Мальти       | Джордж Велла            | 2019 даний час | Лейбористська партія   |
| Прем'єр-міністр Мальти | Джозеф Мускат           | 2013-2020      | Лейбористська партія   |
| Прем'єр-міністр Мальти | Роберт Абела            | 2020 даний час | Лейбористська партія   |
| лідер опозиції         | Адріан Деліа            | 2017 даний час | націоналістична партія |
| спікер                 | Анжело Фарругія         | 2013 даний час | Лейбористська партія   |

## Список по районах
| Район | Член парламенту            | Партія      |
| ----- | -------------------------- | ----------- |
| 1     | Маріо де Марко             | Націоналіст |
| 1     | Део Дебаттіста             | Лейборист   |
| 1     | Аарон Фаругія              | Лейборист   |
| 1     | Клаудіо Грек               | Націоналіст |
| 1     | Жозе Еррера                | Лейборист   |
| 2     | Кріс Агіус                 | Лейборист   |
| 2     | Гленн Бедінгфілд           | Лейборист   |
| 2     | Джо Міцці                  | Лейборист   |
| 2     | Джозеф Мускат              | Лейборист   |
| 2     | Стівен Спітері             | Націоналіст |
| 3     | Кармело Абела              | Лейборист   |
| 3     | Жан-Клод Мікалеф           | Лейборист   |
| 3     | Кріс Фірн                  | Лейборист   |
| 3     | Маріо Галеа                | Націоналіст |
| 3     | Сільвіо Гріксті            | Лейборист   |
| 4     | Джейсон Аццопарді          | Націоналіст |
| 4     | Бірон Каміллері            | Лейборист   |
| 4     | Етьен Грек                 | Лейборист   |
| 4     | Кармело Міфсуд Бонніці     | Націоналіст |
| 4     | Конрад Міцці               | Лейборист   |
| 4     | Сільвіо Парніз             | Лейборист   |
| 5     | Тоні Беццина               | Націоналіст |
| 5     | Оуен Бонніці               | Лейборист   |
| 5     | Юлія Фарругія Портеллі     | Лейборист   |
| 5     | Герман Сківоні             | Націоналіст |
| 5     | Стефан Зрінцо Аццопарді    | Лейборист   |
| 6     | Роберт Абела               | Лейборист   |
| 6     | Райан Каллус               | Націоналіст |
| 6     | Розианн Кутая              | Лейборист   |
| 6     | Родерик Галдес             | Лейборист   |
| 6     | Клайд Пулі                 | Націоналіст |
| 7     | Ян Борг                    | Лейборист   |
| 7     | Адріан Деліа               | Націоналіст |
| 7     | Годфрі Фарругія            | Незалежний  |
| 7     | Сільвио Скембрі            | Лейборист   |
| 7     | Едвард Скілуна             | Лейборист   |
| 8     | Давид Агіус                | Націоналіст |
| 8     | Кріс Кардона               | Лейборист   |
| 8     | Тереза Камодіні Качіа      | Націоналіст |
| 8     | Беппе Фенек Адамі          | Націоналіст |
| 8     | Едвард Замміт Левіс        | Лейборист   |
| 9     | Роберт Арриго              | Націоналіст |
| 9     | Крісті Дебоно              | Націоналіст |
| 9     | Кліфтон Грима              | Лейборист   |
| 9     | Еммануель Малліа           | Лейборист   |
| 9     | Мартезе Портеллі           | Націоналіст |
| 10    | Карол Акіліна              | Націоналіст |
| 10    | Еварист Бартоло            | Лейборист   |
| 10    | Майкл Фальцон              | Лейборист   |
| 10    | Марлен Фарругія Незалежний |             |
| 10    | Карл Гудер                 | Націоналіст |
| 11    | Антоні Агіс Децеліс        | Лейборист   |
| 11    | Іван Бартоло               | Націоналіст |
| 11    | Марія Дегуара              | Націоналіст |
| 11    | Алекс Мускат               | Лейборист   |
| 11    | Едвін Вассало              | Націоналіст |
| 12    | Клейтон Бартоло            | Лейборист   |
| 12    | Саймон Бусуттіл            | Націоналіст |
| 12    | Кладетт Буттігіг           | Націоналіст |
| 12    | Роберт Кутая               | Націоналіст |
| 12    | Майкл Фарругія             | Лейборист   |
| 13    | Фредерік Аццопарді         | Націоналіст |
| 13    | Клінт Каміллері            | Лейборист   |
| 13    | Джустін Каруара            | Лейборист   |
| 13    | Антон Рефало               | Лейборист   |
| 13    | Крис Сейд                  | Націоналіст |
| 13    | Кевін Кутая                | Націоналіст |